# The Future Is Medieval
The Future Is Medieval è il quarto album della band inglese dei Kaiser Chiefs, pubblicato attraverso il loro sito web il 3 giugno 2011.
Per promuovere l'album si è consentito ai fan di creare ognuno la propria versione dell'album, scegliendo i propri 10 brani preferiti fra i 20 a disposizione, oltre che di customizzare la propria copertina, pagando 7 sterline e mezzo. Si è inoltre consentito ai fan di condividere la propria versione con gli altri, una volta che la si è creata, e di guadagnare una sterlina ogni volta che questa viene acquistata da qualcun altro.
Il 27 giugno è stata pubblicata la versione "fisica" del disco: si tratta, in questo caso, di 13 tracce selezionate dal gruppo, delle quali una non compresa tra le 20 inizialmente selezionabili, Kinda Girl You Are.
Il 6 marzo 2012 l'album è stato pubblicato per il mercato nordamericano con il titolo Start the Revolution Without Me. Questa edizione contiene la nuova canzone On the Run oltre a tracce prima disponibili solo nella versione scaricabile dal web dell'album, cioè quella digitale.

## Tracce

### Tracce selezionabili online
Le 20 tracce tra le quali è possibile scegliere le proprie 10 sono:
1. Little Shocks - 3:42
2. When All Is Quiet - 3:27
3. Out of Focus - 4:09
4. Starts with Nothing - 5:31
5. Child of the Jago - 4:41
6. Back in December - 3:40
7. Problem Solved - 3:01
8. If You Will Have Me - 3:23
9. Can't Mind My Own Business - 3:48
10. Cousin in the Bronx - 3:32
11. Saying Something - 4:06
12. Coming Up for Air - 5:35
13. Heard It Break - 3:07
14. Fly on the Wall - 4:35
15. Things Change - 3:45
16. I Dare You - 3:56
17. Long Way from Celebrating - 3:02
18. My Place Is Here - 4:04
19. Dead or in Serious Trouble - 2:37
20. Man on Mars - 4:14

### Tracce Album
1. Little Shocks – 3:42
2. Things Change – 3:45
3. Long Way from Celebrating – 3:02
4. Starts with Nothing – 5:31
5. Out of Focus – 4:09
6. Dead or in Serious Trouble – 2:37
7. When All Is Quiet – 3:27
8. Kinda Girl You Are – 2:36
9. Man on Mars – 4:14
10. Child of the Jago – 4:41
11. Heard It Break – 3:07
12. Coming Up for Air – 5:35
13. If You Will Have Me (Howlaround as hidden track) – 13:28